# Veurne
Veurne (franceză Furnes) este un oraș neerlandofon situat în provincia Flandra de Vest, regiunea Flandra din Belgia. La 1 ianuarie 2008 avea o populație totală de 11.748 locuitori. 

## Geografie
Comuna actuală Veurne a fost formată în urma unei reorganizări teritoriale în anul 1977, prin înglobarea într-o singură entitate a 11 comune învecinate. Suprafața totală a comunei este de 96,34 km². Comuna este subdivizată în secțiuni, ce corespund aproximativ cu fostele comune de dinainte de 1977. Acestea sunt:
| - I. Veurne - II. Booitshoeke - III. Avekapelle - IV. Zoutenaaie - V. Eggewaartskapelle - VI. Steenkerke - VII. Bulskamp - VIII. Wulveringem - IX. Vinkem - X. Houtem - XI. De Moeren |

Localitățile limitrofe sunt:
| În Belgia: | În Franța:                                     |
| - Comuna De Panne: - a. Adinkerke - Comuna Koksijde: - b. Koksijde - c. Wulpen - Comuna Nieuwpoort: - d. Ramskapelle - Comuna Diksmuide: - e. Pervijze - f. Lampernisse - Comuna Alveringem: - g. Alveringem - h. Oeren - i. Izenberge - j. Leisele | - k. Hondschoote - l. Les Moëres - m. Ghyvelde |

## Localități înfrățite
- Germania: Rösrath.